# Joãozinho (ur. 1954)
Joãozinho, właśc. João Soares de Almeida Filho (ur. 15 lutego 1954 w Belo Horizonte) – piłkarz brazylijski, występujący podczas kariery na pozycji napastnika.

## Kariera klubowa
Joãozinho karierę piłkarską rozpoczął w klubie Cruzeiro EC, gdzie grał w latach 1972–1982. W lidze brazylijskiej zadebiutował 9 września 1973 w wygranym 1-0 meczu derbowym z Américą Belo Horizonte. Z Cruzeiro zdobył Copa Libertadores 1976 oraz pięciokrotnie mistrzostwo stanu Minas Gerais – Campeonato Mineiro w 1972, 1973, 1974, 1975 i 1977 roku. W 1982 roku przeszedł do SC Internacional, z którym zdobył mistrzostwo stanu Rio Grande do Sul – Campeonato Gaúcho w 1982 roku.
W latach 1983–1984 ponownie występował Cruzeiro, z którym zdobył mistrzostwo stanu. W latach 1984–1985 po raz trzeci grał w Cruzeiro. Łącznie w Cruzeiro rozegrał 482 mecze i strzelił 116 bramek. W 1986 roku występował w Athletico Paranaense. W barwach Athletico Paranaense 14 grudnia 1986 roku w wygranym meczu z CSA Maceió Joãozinho po raz ostatni wystąpił w lidze. Łącznie w lidze brazylijskiej wystąpił w 174 meczach i strzelił 32 bramki. Karierę zakończył w Coritibie FC w 1987 roku.

## Kariera reprezentacyjna
Joãozinho ma za sobą powołania do reprezentacji Brazylii, w której zadebiutował 13 sierpnia 1975 w wygranym 6-0 meczu z reprezentacją Wenezueli w Copa América 1975. Na turnieju wystąpił w tylko w meczu z Wenezuelą. Ostatnim w reprezentacji wystąpił 31 maja 1979 w wygranym 5-1 towarzyskim meczu z reprezentacją Urugwaju.